# Barnet Shell
Barnet Shell Ltd, vorher Delfino Cars Ltd., war ein britischer Hersteller von Automobilen.

## Unternehmensgeschichte
Allard Eddo Marx, John Henry Vereker Prendergast, Andrew David Borrowman und Lindsey Handley gründeten Delfino Cars Ltd. am 3. Juni 1998. Diese vier Personen waren anfangs auch die Direktoren. Der Sitz war in East Barnet im London Borough of Barnet. Zwischen 2000 und 2006 stellten sie Automobile her, die als Delfino vermarktet wurden. Die Direktoren Prendergast, Borrowman und Handley gaben ihre Posten am 6. September 2001, am 30. April 2002 bzw. am 1. Juni 2008 auf. Am 31. Juli 2007 erfolgte die Umfirmierung in Barnet Shell Ltd. Am 18. August 2008 wurden Probleme bekannt. Am 27. Januar 2009 wurde das Unternehmen aufgelöst.

## Fahrzeuge
Im Angebot standen Sportwagen. Das einzige Modell war der Feroce.
Der Delfino Feroce wurde durch die Xbox-Spiele Project Gotham Racing 1 und Project Gotham Racing 2 bekannt.